# Kim Thayil
Kim A. Thayil (ur. 4 września 1960 w Seattle) – amerykański muzyk, gitarzysta i kompozytor. Najbardziej znany jako członek i założyciel amerykańskiej grupy grunge'owej Soundgarden w latach 1984-1997 i od 2010. Posiada tytuł naukowy w dziedzinie filozofii.

## Życiorys

### Wczesne lata
Urodził się w Seattle, w rodzinie hinduskich emigrantów. Mieszkał tam do 5. roku życia, kiedy przeniósł się do Park Forest, w stanie Illinois, około 40 mil na południowy zachód od Chicago. Spędził tam większość swojego dzieciństwa, chociaż przez pewien okres mieszkał także w Indiach. Thayil dorastał słuchając MC5, Dolls, Stooges i Velvet Underground, ale wszystko zaczęło się od Kiss. To właśnie ta grupa, która w połowie lat 70. stała się jednym z popularniejszych zespołów Ameryki, a także na której wzorowały się tysiące młodzieży, była wówczas dla Thayila główną inspiracją, a także "powodem dla którego sięgnął po gitarę. Alive to była druga płyta, którą kupiłem w życiu, a pierwsza, która uświadomiła mi, że rzeczy mogą być o wiele głośniejsze i brutalniejsze niż The Beatles. Nacisk położony był na głośność i gitarę ponad harmonię, melodyjność i lirykę; wszystko czego i tak nigdy nie słuchałem." powiedział do Marka Arma z Mudhoney. Pierwsza grupa Thayila, założona przez niego jeszcze w czasach licealnych Zippy and His Vast Army of Pinheads, grała własne utwory (pisane przez Thayila, a inspirowane przez jego fascynacje muzyką punk) i covery (głównie Sex Pistols i Ramones). Mniej więcej w tym samym czasie kupił gitarę Guild S-100, która od tamtego momentu towarzyszy mu na scenie i w studio, a także stała się jego znakiem rozpoznawczym.
Ukończył, razem z Hiro Yamamoto i Bruce'em Pavittem, alternatywny program nauczania na Rich East High School w 1981 roku. On i Yamamoto zdecydowali przenieść się do Olympii, w stanie Washington), aby studiować na Evergreen State College, ale nie mogli znaleźć pracy, więc wyruszyli do Seattle. Tam Thayil zapisał się na University of Washington, gdzie następnie otrzymał stopień naukowy z filozofii i zarabiał pieniądze pracując jako DJ dla KCMU.
Thayil wylądował w The Shemps, zespole założonym przez jego kolegę z pokoju, Matta Dentino, zastępując, wystarczająco skłóconego, Yamamoto jako basistę po tym jak młody perkusista Chris Cornell dołączył do zespołu.

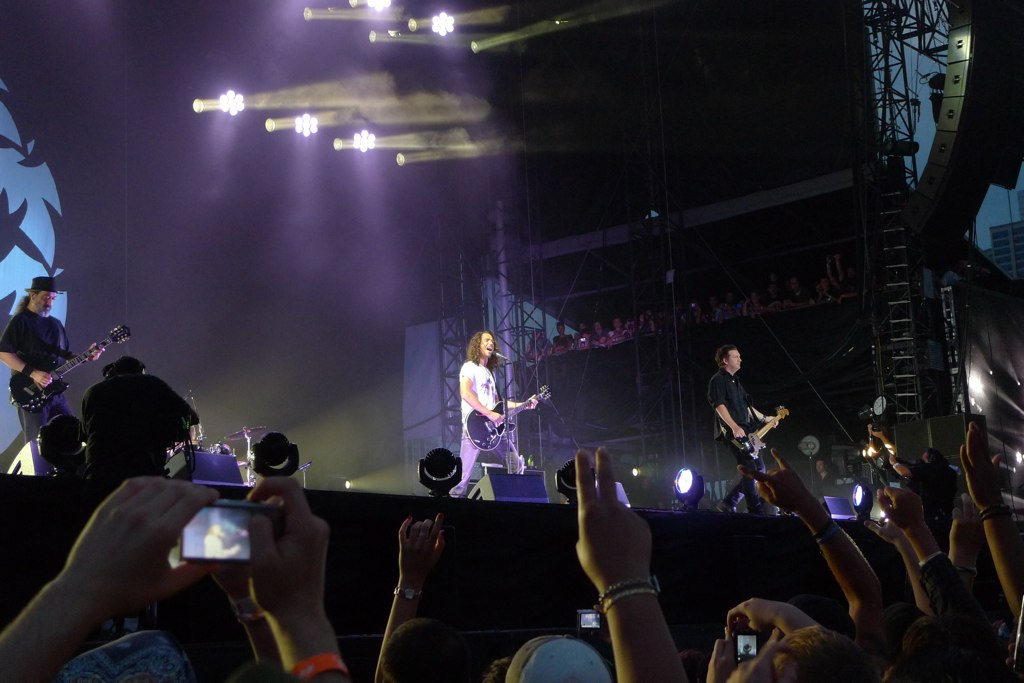
Kim Thayil (pierwszy z lewej) podczas koncertu z zespołem Soundgarden w 2010

## Działalność artystyczna

### Soundgarden (1984–1997)
W 1984 roku, po rozpadzie The Shemps, Thayil został zaproszony do dołączenia do Yamamoto i jego nowego kolegi z pokoju, Cornella, w zespole.
Nazwali siebie Soundgarden. Nazwa zespołu pochodzi od rzeźby stojącej w jednym z lokalnych parków. Chris Cornell zaś stwierdził:

Nazwę zaczerpnęliśmy od rzeźby stojącej w Magnuson Park w Seattle, jednak był jeszcze jeden powód. Wówczas Kim zalecał się do pewnej dziewczyny, i często spotykali się właśnie tam

Początkowo skład tworzyli Thayil – gitara, Yamamoto – bas, oraz perkusista i wokalista Chris Cornell. Po wielu tygodniach prób, zagrali swój pierwszy koncert w Top of the Court, w 1984 roku. Jednak panowie szybko zorientowali się, że żaden wokalista szanującego się zespołu nie gra jednocześnie na perkusji. Zatrudnili Scotta Sundquista, jednak bacznie obserwowali obiecującego perkusistę Skind yard – Matta Camerona. Skin yard odnosił wówczas sukcesy na niezależnych scenach, to też Cameron niechętnie przystał na propozycje Soundgarden. W międzyczasie, Scott Sundquist opuścił zespół, z powodów rodzinnych. Ostatecznie Cameron dołączył do zespołu i zagościł w nim na stałe. Chris Cornell o całej sytuacji:

Zaproponowaliśmy wcześniej Mattowi by do nas dołączył, ale zgubił nasz numer, więc tym razem przyszedł na klęczkach przed nasze drzwi z kwiatami i cukierkami, błagając nas, żebyśmy go wpuścili. I to cała nasza historia.

W nowym składzie, Soundgarden nagrali 3 utwory na składankę "Deep six". Były to "All your lies", "Heretic" i "Tears to forget". Zespół został zauważony przez wielu managerów i właścicieli wytwórni. Ostatecznie podpisali kontrakt z Sub Pop, za pośrednictwem którego wydali swoją pierwszą epkę, "Screaming Life" w 1987 roku. Thayil napisał muzykę do wszystkich utworów na płycie ("Tears to forget" przy współpracy z Hiro Yamamoto). Rok później, nagrali drugie wydawnictwo EP "Fopp". Znalazł się na niej tylko 1 autorski utwór Soundgarden - Kingdom of come, napisany przez Chrisa Cornella. Pozostałą część płyty wypełniły covery – "Fopp" autorstwa Ohio Players, dubowa wersja tegoż utworu oraz "Swallow my pride" Green River.
W 1988 roku, podpisali kontrakt z wytwórnią SST Records, pomimo ofert z wielu bardziej wpływowych wytwórni (m.in. A&M Records) będąc pierwszym grunge'owym zespołem, który podpisał kontrakt z dużą wytwórnią. Wydana w tym samym roku Ultramega OK, została dobrze przyjęta przez krytykę a także przez słuchaczy. Dowodem na to jest nominacja do nagrody Grammy, w kategorii Best Metal Performance. Utworem promującym ta płytę, był Flower, napisany przez Thayila. Gitarzysta podczas intro uzyskał niecodzienną barwę dźwięku, poprzez dmuchanie w struny poprzecznie ustawionej gitary.
W 1989 roku ulegli namowom wielkich koncernów płytowych i podpisali kontrakt z A&M Records, która wydała ich drugą płytę Louder Than Love. Wówczas doszło do konfliktów w zespole, basiście Hiro Yamamoto nie odpowiadała droga jaką chciał podążać zespół. Basiście zaczął przeszkadzać rozgłos i popularność, jaką zaczęli zdobywać Soundgarden, dzięki trasom koncertowym z takimi zespołami jak Faith no more czy Guns n' Roses. Jego następcą został Jason Everman, były muzyk koncertowy Nirvany. Jednak z powodu konfliktów i różnic między Evermanem, został on wyrzucony z zespołu po trasie promującej Louder Than Love. Kolejnym basistą, został Ben Shepherd, przyjaciel Kima, który próbował dostać się do zespołu już po odejściu Yamamoto, jednak wówczas uznano, że nie jest wystarczająco dobry. Pierwszym utworem nagranym z nowym basistą, był Room a thousand years wide, do którego tekst, oraz muzykę (wraz z Mattem Cameronem) napisał Thayil. Utwór został wydany jako singel w 1990 roku. Ponownie nagrany w 1991, znalazł się na albumie Badmotorfinger, który okazał się olbrzymim sukcesem i otworzył Soundgarden drzwi do kariery. Zespół wyruszył w trasę, najpierw jako główna gwiazda po Stanach Zjednoczonych, a następnie jako support Guns n' roses w Stanach i Europie podczas Use your Illusion Tour. W 1992 roku, Thayil wraz z zespołem wystąpił w filmie Singles. Po ponad roku nieustannego koncertowania, muzycy pod koniec 1992 roku postanowili chwilę odpocząć, a także poświęcić się swoim pobocznym projektom (m.in. Hater). Następnie zaczęli pisać materiał na kolejny album, Superunknown.
Wydany w 1994 roku album, okazał się największym sukcesem komercyjnym i artystycznym zespołu. na płycie znalazły się 4 utwory Thayila – My Wave (z Chrisem Cornellem), tytułowy Superunknown (napisany również z Cornellem), Kickstand, oraz Limo wreck (z Mattem Cameronem). Zespół wyruszył w długą trasę, najpierw po Australii, następnie Azji, Japonii, Europie, Stanach Zjednoczonych i ponownie w Europie, gdzie w 1995 wystąpili m.in. na Reading Festival.
Podczas sesji do albumu Down on the Upside w zespole zaczęło wzrastać napięcie. Soundgarden z płyty na płytę łagodził brzmienie, co niekoniecznie podobało się Thayilowi który wraz z każdą następną płytą chciał grać coraz ostrzej. W studio dochodziło do wielu konfliktów i spięć, wskutek czego na wydanej w 1996 roku płycie znalazł się tylko jeden utwór Thayila - "Never the Machine Forever". Płyta została przyjęta bardzo dobrze, jednak nie odniosła takich sukcesów jak poprzedniczka. Trasa promująca ostatecznie pogorszyła atmosferę w i tak już skonfliktowanym zespole. podczas jednego z ostatnich koncertów na Hawajach, wskutek awarii dźwięku Ben Shepherd w akcie frustracji rzucił swoją gitarą basową w publiczność i zszedł ze sceny. Ze sceny zszedł także Thayil, zaś za kulisami doszło między panami niemalże do rękoczynów. Chris Cornell i Matt Cameron dokończyli koncert w duecie. Po zakończeniu trasy w 1997 roku niespodziewanie ogłoszono zakończenie działalności Soundgarden. Perkusista Matt Cameron stwierdził, że zespół został "pożarty przez show-biznes".
Jako gitarzysta, Thayil zasłynął z ciężkich, mrocznych, metalowych riffów, a także szybkich solówek i nienagannego wyszkolenia technicznego. Kim nagrał z Soundgarden, sześć bardzo dobrze przyjętych przez krytykę albumów studyjnych, z których 3 wielokrotnie pokryły się platyną. Pierwotnie Thayil był głównym kompozytorem muzyki dla zespołu, wraz z biegiem czasu jego rola jako kompozytora ograniczyła się do jednego utworu "Never the machine forever" na ostatnim albumie studyjnym "Down on the upside".

### Soundgarden (2010–obecnie)
1 stycznia 2010 roku Chris Cornell ogłosił na swoim Twitterze reaktywację zespołu, w składzie sprzed rozpadu.
16 kwietnia zespół zagrał pierwszy koncert po reaktywacji, w klubie Showbox, prezentując 19 utworów.
5 sierpnia Soundgarden wystąpił w teatrze Vic w Chicago, zaś 3 dni później na festiwalu Lollapalooza. Tego samego dnia, niepublikowany dotąd utwór "Black Rain" miał swoją premierę w lokalnej stacji radiowej.
28 września 2010 roku został wydany retrospektywny box-set Telephantasm, podsumowujący działalność grupy. Płyta w wersji podstawowej została dołączona do pierwszego miliona egzemplarzy gry Guitar Hero – Warriors of Rock. Tym samym była to pierwsza w historii płyta, która z góry miała zapewnioną platynę.
W styczniu 2011 roku zespół opublikował na swojej stronie internetowej zdjęcia ze studia i informację z której wynikało iż pracują nad nową płyta.
W marcu 2011 roku został wydany pierwszy album koncertowy Soundgarden – Live on I-5. Materiał został nagrany podczas trasy w 1996 roku promującej album Down on the upside.
2 lipca 2011 roku Soundgarden występem w Toronto rozpoczęli pierwszą od 14 lat trasę koncertową. Trwała ona do 30 lipca, muzycy wystąpili m.in. w Ottawie, Vancover, Las Vegas, Los Angeles, czy San Francisco.
Wiosną 2012 roku Soundgarden nagrali utwór Live to Rise, który stał się motywem przewodnik filmu Avengers. Live to Rise, było pierwszą premierową kompozycją nagraną po reaktywacji.
25 maja Soundgarden po raz pierwszy od 1996 roku wystąpili w Europie – w ramach festiwalu Sonisphere zagrali w Madrycie, tym koncertem rozpoczęli krótką trasę po Europie trwającą do 13 lipca, kiedy to zagrali na Hard Rock Calling w Londynie.
W sierpniu 2012 roku zespół zamieścił w internecie fragment utworu Worse Dreams, a także ujawnili nazwę nowego albumu - King Animal, który ma pojawić się w sklepach 13 listopada 2012 roku. Singlem promującym wydawnictwo jest wydany 27 września 2012 roku Been Away Too Long.

### Po Soundgarden (1998–2009)
Po rozpadzie Soundgarden, Thayil użyczał swego talentu w innych projektach: grał na gitarze dla Pigeonhead; wystąpił na pierwszej płycie The Presidents of the United States of America; razem z takimi gwiazdami jak Johnny Cash i Krist Novoselic nagrał "Time of the Preacher" na Twisted Willie dla Willie Nelsona. Dodatkowo, jest zaangażowany w projekt pod nazwą Dark Load, razem z osobistością z Seattle, Jeffem Gilbertem.
Następnie, w 1999 roku, Kim wyraził swoje zaangażowanie polityczne nagrywając (razem z m.in. Novoselicem) płytę przeciw Światowej Organizacji Handlu (WTO).
W 2003 został sklasyfikowany na 100. miejscu listy 100 najlepszych gitarzystów wszech czasów magazynu Rolling Stone, oraz na 29 miejscu na liście "100 najlepszych gitarzystów heavymetalowych", zaś jego solówka z utworu "Black Hole Sun" na 63 miejscu w rankingu 100 najlepszych solówek wszech czasów.
W 2004 roku wziął udział w projekcie Dave'a Grohla - Probot. Zagrał na gitarze w dwóch utworach, "Ice Cold Man" i "Sweet Dreams".
W 2006 roku współpracował z zespołem Sunn O))) podczas nagrywania płyty Altar.
24 marca 2009 roku Kim Thayil, Ben Shepherd i Matt Cameron, wystąpili wspólnie po raz pierwszy publicznie od rozpadu Soundgarden w Crocodile Cafe. Zabrakło jedynie Chrisa Cornella, którego za mikrofonem zastąpił wokalista zespołu TAD - Tad Doyle. Wspólnie wykonali 3 utwory z repertuaru Soundgarden – Hunted Down, Nothing to Say i Spoonman. Podczas wykonania ostatniej piosenki, Tom Morello dołączył na scenę.

## Sprzęt
Wczesne lata
Gitara: Guild s-100

Wzmacniacze: Bass Ampeg Mesa Boogie 

Efekty: Jim Dunlop Crybaby wah, MXR
Badmotorfinger
Gitary: Guild s-100, Gibson Les Paul Custom Lite, Gibson Firebird

Wzmacniacze: Peavey VTM-120, Music Man HD130, Mesa Boogie Dual Rectifier

Efekty: Aby uzyskać mocniejsze brzmienie, muzyk nakładał na siebie kilka warstw zawierających różne partie gitarowe.
Superunknown
Gitary: Guild s-100, Gibson Les Paul, Fender Telecaster, Gibson SG

Wzmacniacze: Mesa Boogie Dual Rectifiers, Mesa Boogie 50-watt Mavericks, an old Fender Super, a Fender Princeton, Fender Twin Reverbs i Vibro-Kings.

Efekty: Intellitronics LA-2 and Summit DIs.
Down on the Upside
Gitary: Guild s-100, Diet Gibson Les Paul, Fender Telecaster, Fender Jazzmaster, Gibson SG.

Wzmacniacze: Mesa Boogie Dual Rectifiers

Efekty: Jim Dunlop Crybaby wah, Colorsound wah, Jim Dunlop Rotovibe, Mu-Tron

## Dyskografia

### Soundgarden
- Screaming Life (1987)
- Fopp (1988)
- Ultramega OK (1988)
- Louder Than Love (1989)
- Screaming Life/Fopp (1990)
- Loudest Love (1990)
- Badmotorfinger (1991/1992)
- Superunknown (1994)
- Songs from the Superunknown (1995)
- Down on the Upside (1996)
- A-Sides (1997)
- Telephantasm (2010)

### The Presidents of the United States of America
- The Presidents of the United States of America (1995)

### Willie Nelson
- Twisted Willie (1996)

### Dark Load
- Smell The Fuzz (1996)

### No WTO Combo
- Live from the Battle in Seattle (2000)

### Probot
- Probot (2004)

### Sunn O))) and Boris
- Altar (2006)